# Cricetulus
Cricetulus és un gènere de rosegadors de la família dels cricètids. Les espècies d'aquest grup habiten regions àrides o semiàrides d'Euràsia. Tenen una llargada de cap a gropa de 75–120 mm, amb una cua de 20-50 mm. Excaven caus on dormen i emmagatzemen aliments. En principi, són animals nocturns, però a la primavera i l'estiu també surten a buscar menjar de dia. Se n'han trobat poblacions a altituds de fins a 3.600 msnm. El nom genèric Cricetulus significa ‘hàmster petit’ en llatí.